# Bathgate (Dakota del Norte)
Bathgate es una ciudad ubicada en el condado de Pembina en el estado estadounidense de Dakota del Norte. En el censo de 2010 tenía una población de 43 habitantes y una densidad poblacional de 61,49 personas por km².

## Geografía
Bathgate se encuentra ubicada en las coordenadas 48°52′49″N 97°28′26″O / 48.88028, -97.47389. Según la Oficina del Censo de los Estados Unidos, Bathgate tiene una superficie total de 0.7 km², de la cual 0.7 km² corresponden a tierra firme y (0%) 0 km² es agua.

## Demografía
Según el censo de 2010, había 43 personas residiendo en Bathgate. La densidad de población era de 61,49 hab./km². De los 43 habitantes, Bathgate estaba compuesto por el 95.35% blancos, el 0% eran afroamericanos, el 4.65% eran amerindios, el 0% eran asiáticos, el 0% eran isleños del Pacífico, el 0% eran de otras razas y el 0% pertenecían a dos o más razas. Del total de la población el 2.33% eran hispanos o latinos de cualquier raza.